# Неделку
Неделку (рум. Nedelcu) — село у повіті Бреїла в Румунії. Входить до складу комуни Мерашу.
Село розташоване на відстані 148 км на схід від Бухареста, 51 км на південь від Бреїли, 91 км на північний захід від Констанци, 69 км на південь від Галаца.